# Albert Waag
Albert Waag (* 10. Juni 1863 in Mannheim; † 8. Juni 1929 in Heidelberg) war Geheimer Hofrat, Philologe, Pädagoge, Autor zahlreicher pädagogischer und philologischer Schriften.

## Leben und Werk
Albert Waag ist der Sohn von dem Kreiskassierer Albert W. Waag (* 1820) und seiner Frau Caroline, geb. Wolf (* 1834). Er selbst erlangte 1881 die Allgemeine Hochschulreife und studierte ab dem Wintersemester 1881/82 an der Universität Freiburg Sprachwissenschaften mit dem Fachgebiet Germanische Philologie, zu der er 1886 promovierte. Am 20. Januar 1893 erlangte er seine Habilitation.
Zuvor schon war er seit 1886 als Lehrer beschäftigt, 1896 war er Direktor des Helmholtz-Gymnasiums in Heidelberg und seit März 1897 Mitglied des Oberschulrats Karlsruhe. In den Jahren 1911 bis 1928 war er Direktor an der 1877 gegründeten Höheren Mädchenschule und dem Realgymnasium, dem Hölderlin-Gymnasium. Im Wintersemester 1917/18 wurde Waag zum Ordentlichen Professor der Universität Heidelberg ernannt.
Er war mit Maria, geb. Ris, verheiratet, die ihn überlebte. Das Paar hatte keine Kinder.

## Werke
- Die Zusammensetzung der Vorauer Handschrift, Inaugural-Dissertation, Halle 1885
- Über Herders übertragungen englischer gedichte. Heidelberg 1892.
- Ueber sprache und schrift. Lahr 1901
- Kleinere deutsche Gedichte des 11. und 12. Jahrhunderts. Halle 1890, 2. Auflage 1916
- Bedeutungsentwicklung unseres Wortschatzes, Lahr 1901; 3. Auflage 1915
- Ludwig Sütterlin, Albert Waag: Deutsche Sprachlehre für höhere Lehranstalten, Leipzig 1905, 9. Auflage 1930
- Einiges über die Karlsruher Mundart. Karlsruhe 1907